# Козлов, Георгий Васильевич
Георгий Васильевич Козлов (10 мая 1903, Ростов, Ярославская губерния — 23 августа 1983, Москва) — советский военный и общественный деятель. Во время Великой Отечественной войны — командир полка 216-й стрелковой дивизии, полковник. Двукратный кавалер Ордена Красной Звезды, Ордена Боевого Красного Знамени.

## Биография
Георгий Васильевич Козлов родился 10 мая 1903 года в семье Русских Аристократов. 

 «Мать нашего деда рано умерла и воспитывала их с братом мачеха, дворянка. И дети были отданы в кадетский корпус, оба вышли оттуда кадровыми офицерами. Прадед наш с семьей жили в Москве, по воспоминаниям деда, который бегал за калачами в булочную на Тверской…» — Из воспоминаний внучки Козлова Георгия Васильевича, Александры Борисовны Тен
- 1916 год — 1926 год — обучение в кадетском корпусе.
- С 1926 года — поступил на военную службу.
- С 1941 года — участие в Великой Отечественной войне. Принимал участие в битве за Кавказ (1942—1943), Крымской наступательной операции, форсировал Сиваш, командовал артиллерийскими подразделениями при освобождении Севастополя, командовал артиллерийским полком в стратегической наступательной операции советских войск в Прибалтике. Командовал артиллерийскими подразделениями в стратегической наступательной операции советских войск на территории Восточной Пруссии.

 «Перед 216 Краснознамённой стрелковой дивизией была поставлена задача — занять высоту 195,5, что северо-западней Новороссийска.
Подполковник тов. Козлов с особой тщательностью и умением подготовил артиллерию дивизии и приданные арт. части к проведению операции и блестяще провёл её, организовав чёткое взаимодействие с пехотой.
В результате работы артиллерийских частей и подразделений артиллерии полков, которыми командовал тов. Козлов, за период боёв с 7 по 15 августа 1943 года было уничтожено огнём артиллерии 29 дзотов, 22 станковых пулемётов, 6 — 80 мм миномётов, 12 — 50 мм миномётов, 2 орудия 75 мм, 2 — 47 мм и подавлен огонь 6 ствольных миномётов (1), дзотов 6, станковых пулемётов 44, миномётов разных калибров 10 и разных калибров орудий 7, а также много других огневых точек противника, чем были созданы условия и возможности для успешного продвижения пехоты.
7 августа 1943 года части дивизии вступили в бой с противником и после первой же атаки пехоты, части продвинулись вперёд на 1 км. При этом уничтожено: более 1000 солдат и офицеров противника и захвачено 70 пленных и 8 орудий, 23 пулемёта и много другого военного имущества.
Во время этих боёв, артиллерия не имела потерь ни мат. части, ни в людях. Подполковник Козлов решительный, смелый и квалифицированный артиллерист.» — Из наградного листа Козлова Георгия Васильевича, Представление к награде: Орден Красной Звезды 25.12.1942

«2 ноября 1943 года стрелковые полки спецподразделения дивизии по заданию командования форсировали вброд Сиваш. Перед командующим артиллерией была поставлена задача о переброске на ту сторону Сиваш артиллерии дивизии и боеприпасов к орудиям.
Все артиллеристы: офицеры, сержантский и рядовой состав в течение двух дней на своих плечах и лодками, ими толкаемыми, переправили на Крымский берег все имеющиеся в дивизии 45 и 76 м/м пушки, миномёты и боеприпасы к ним. Эти люди форсировали Сиваш по нескольку раз в оба конца, в том числе и подполковник Козлов.
На Крымском берегу т. Козлов умело расставил артиллерию и только благодаря отличному огню артиллерии частям дивизии удалось отбить все контратаки противника, сопровождавшиеся танками, кавалерией и пехотой»— Из наградного листа Козлова Георгия Васильевича, Представление к награде: Орден Красного Знамени 21.11.1943

 «Командующий артиллерией — полковник Козлов за время боёв по прорыву укреплений в районе Тархан, Перекопского района, Крымской АССР, проявил исключительное мужество, умение и настойчивость в деле организации подготовки ведения боя при прорыве обороны. Под командованием полковника Козлова с 7-го по 12.04.1944 года артиллерией уничтожено: 12 дзотов, 32 пулемёта, 3 орудия, 6 батарей миномётов и к концу 12.04.44 г. перед фронтом дивизии уничтожено до полка пехоты, разрушено до 850 метров проволочных заграждений.
Полковник Козлов, не считаясь с трудностями условий боя, также рационально использовал все приданные огневые средства, тем самым обеспечил успех боя дивизии.
Тов. Козлов в боях участвует с 27 февраля 1942 года на Керченском полуострове, Таманском полуострове и Новороссийском направлении. За время боёв полком уничтожено 22 автомашины, 9 танков, до полка пехоты, 2 батареи 75 мм пушек, 3 миномётные батареи и 4 подавлено, подожжено 3 склада, из них с боеприпасами — 2.
Тов. Козлов организовывать и руководить боем может, должности командира полка соответствует. Аттестован на присвоение воинского звания полковник, достоин представления к Правительственной награде.
Нач. артиллерии 318 СД полковник Белоусов.» — Из наградного листа Козлова Георгия Васильевича, Представление к награде: Орден Отечественной войны I степени 16.05.1944.
- 1945 год — 1953 год — работа на различных должностях в Общевойсковом Управлении Генерального Штаба.
- С 1953 года — в отставке в звании полковника. В отставке жил и работал в Москве.
- Умер в 1983 году.

«Для меня это был мифический персонаж, легендарный командир артиллерийской дивизии в составе 51-й Армии освобождавший Крым и защитивший положение границ СССР и стран Социалистического содружества по условиям Ялтинской конференции. Кто бы мог подумать, что мне посчастливится общаться с его прекрасными внучками. Когда я начал знакомиться онлайн с архивными документами картотеки ЦАМО (шкаф 91, ящик 26; шкаф 41, ящик 23), мифические черты героя подразмылись и предо мной предстал некогда живший реально человек, очень многое сделавший для победы нашего народа в Великой Отечественной войне. Солдатскую любовь, почет и уважение заслуживают немногие военачальники. Но как следует из наградных документов полковника Козлова Георгия Васильевича, он оберегал вверенный ему личный состав и артиллерийское вооружение. Командование во всех наградных документах отмечает именно прохождение боевых рубежей „с минимальными потерями личного состава и вооружения“. Это был прежде всего гуманист и уникальный командир, виртуозно владевший культурой ведения боевых действий…» — Из воспоминаний архивного сотрудника 

## Награды
- Орден Ленина[6]
- Два Ордена Красного Знамени[7]
- Два Ордена Красной Звезды[8]
- Орден Отечественной войны I степени[9]
- Медали[10]